# Hrabstwo Martin (Karolina Północna)
Hrabstwo Martin (ang. Martin County) – hrabstwo w stanie Karolina Północna w Stanach Zjednoczonych.

## Geografia
Według spisu z 2000 roku obszar całkowity hrabstwa obejmuje powierzchnię 461,49 mil2 (1195,25 km²), z czego 461,17 mili2 (1194,42 km²) stanowią lądy, a 0,32 mili2 (0,83 km²) stanowią wody. Według szacunków United States Census Bureau w roku 2012 miało 23 961 mieszkańców. Jego siedzibą administracyjną jest Williamston.

### Miasta
- Bear Grass
- Everetts
- Hamilton
- Hassell
- Jamesville
- Oak City
- Parmele
- Robersonville
- Williamston

### Sąsiednie hrabstwa
- Hrabstwo Bertie (północny wschód)
- Hrabstwo Washington (wschód)
- Hrabstwo Beaufort (południowy wschód)
- Hrabstwo Pitt (południowy zachód)
- Hrabstwo Edgecombe (zachód)
- Hrabstwo Halifax (północny zachód)